# Storage Area Network
Xarxa d'àrea d'emmagatzematge en anglés SAN (Storage Area Network) és una arquitectura de xarxa per a connectar dispositius d'emmagatzematge informàtic (com matrius de discs (arrays), biblioteques de cintes i dispositius òptics) a servidors, de manera que per al sistema operatiu els dispositius apareixen com connectats localment.
Les SAN estan basades en tecnologia Fibre Channel i més recentment en iSCSI. La seva funció és la de connectar de manera ràpida, segura i fiable els distints elements que la constitueixen. Encara que el seu cost i complexitat està disminuint, encara ara el 2008, les SAN encara són estranyes fora de les grans empreses.
En contrast a les SAN, les NAS (Network Attached Storage) utilitzen protocols basats en arxius com NFS o SMB/CIFS on és evident que l'emmagatzematge és remot, i les computadores sol·liciten una porció d'un arxiu abstracte més que un block de disc.

## Tipus de xarxa
La major part de les xarxes d'emmagatzematge utilitzen el protocol SCSI per a la comunicació entre servidors i dispositius d'unitats de discs.
Tanmateix, no utilitzen interfícies físiques de baix nivell SCSI (per ex. cables), ja que la seva topologia de bus és inadequada per a connexió en xarxa. Per a configurar una xarxa és utilitzada una capa d'aquests protocols de baix nivell:
- ATA sobre Ethernet, dissenyant ATA sobre Ethernet
- FICON dissenyant sobre Fibre Channel (usat per ordinadors de mainframe.
- Fibre Channel sobre Ethernet ( Arxivat 2008-02-07 a Wayback Machine.)
- HyperSCSI, dissenyant SCSI sobre Ethernet
- Extensions ISCSI per RDMA (iSER), dissenyant iSCSI sobre Infiniband (IB).